# VROOOM
VROOOM er en EP med gruppen King Crimson, udgivet i 1994 og makker til det efterfølgende album THRAK (1995).

## Numre
1. "VROOOM" – 7:16
2. "Sex Sleep Eat Drink Dream" – 1:36
3. "THRAK" 7:19
4. "When I Say Stop, Continue" – 5:20
5. "One Time" – 4:25